# Harry Stout
Harry Seneca Stout (nacido el 1 de noviembre de 1879 y fallecido en 1932) fue un jugador de baloncesto y estadounidense. Jugaba de alero destacando como gran anotador.
Formó junto a Gus Endebrock, Chris Stinger, Al y Fred Cooper (entrenador) la primera dinastía del baloncesto al conseguir dos títulos de la NBL de manera consecutiva en 1899 y 1900.